# یواس‌اس ساموئل الیوت موریسون (اف‌اف‌جی-۱۳)
یواس‌اس ساموئل الیوت موریسون (اف‌اف‌جی-۱۳) (به انگلیسی: USS Samuel Eliot Morison (FFG-13)) یک کشتی است که طول آن ۴۴۵ فوت (۱۳۶ متر), overall می‌باشد. این کشتی در سال ۱۹۷۹ ساخته شد.